# Capilla Blanca, Victoria
Capilla Blanca är en ort i Mexiko.   Den ligger i kommunen Victoria och delstaten Guanajuato, i den centrala delen av landet, 230 km nordväst om huvudstaden Mexico City. Capilla Blanca ligger 1 989 meter över havet och antalet invånare är 177.
Terrängen runt Capilla Blanca är huvudsakligen kuperad, men söderut är den platt. Runt Capilla Blanca är det ganska glesbefolkat, med 24 invånare per kvadratkilometer. Närmaste större samhälle är Doctor Mora, 8,8 km söder om Capilla Blanca. Trakten runt Capilla Blanca består i huvudsak av gräsmarker.